# هایدرو اوتاوا
هایدرو اوتاوا (انگلیسی: Hydro Ottawa) شرکت برق کانادایی است، که در سال ۲۰۰۰ تأسیس شد.